# Parque Leloir
Parque Leloir es un barrio del partido de Ituzaingó, ubicado en la provincia de Buenos Aires, Argentina.

## Ubicación
Dentro del partido de Ituzaingó, Parque Leloir se circunscribió a lo que fuese la propiedad de Don Antonio Leloir, el Haras Thays, comprendida entre las calles de La Tradición, Federico Leloir, Martín Fierro y Gobernador Udaondo. 
Muchos años más tarde y con las modificaciones hechas al Código de Ordenamiento Urbano, el límite de la zona caracterizada como residencial parque se corrió hacia el norte hasta Ignacio Alsina, y por el sur incluyó el triángulo u horqueta que se forma entre el Puente Martín Fierro, Gaona y La Coyunda.
Actualmente, Gobernador Udaondo se encuentra a pocos metros del Acceso Oeste, y de La Autopista del Oeste, de ida a Moreno y sus respectivos
lugares siguientes,aunque se considera como una avenida, no es tratada como tal.

## Características
Asentado sobre la parte de parque y jardines del Haras Thays, cuenta con una forestación de base de 400.000 árboles, realizada durante el primer cuarto del siglo XX. Luego, con las subdivisiones, se adicionó una segunda masa arbórea de acuerdo a las parcelas y a las calles que se trazaron, en líneas curvas la mayoría, y con especies características en muchas de ellas.
Los primeros pobladores construían sus casas bajas tipo chalet californiano, típicas de los años 40 y 50, más bien ocultas entre la arboleda, sin ostentación, lo que aseguraba privacidad y tranquilidad.
En 2005, no se ajustan las normas de proporcionalidad que rigen para el uso del suelo y las construcciones, desvirtuando con fachadas o alturas desmesuradas la armónica relación con el entorno, o destruyendo árboles para ostentar la vivienda.
La superficie mínima es de 1.500 m², si bien se hallan fracciones menores por excepciones municipales hechas en diversas oportunidades.
Dado ese paisaje, Parque Leloir siempre fue recomendado por varios médicos para personas con enfermedades respiratorias, ya que sus grandes arboledas y jardines propinan mayor oxígeno. Estos árboles se encuentran en el INTA, donde hay mayor parte de ellos.
La infraestructura del barrio - en especial las calles en su mayoría carentes de mantenimiento y deterioradas - es deficiente, no hay redes de agua potable ni de gas ni servicios cloacales. En los últimos años se han radicado negocios variados que van desde la gastronomía hasta mercados, edificios colectivos, hoteles, etc. que han cambiado la fisonomía barrial; haciendo que el paisaje semiurbano se perdiera en parte con deterioro de la calidad paisajista.

## Orígenes del barrio
El área del Parque Leloir se corresponde con lo que fue el Haras Thays, establecimiento dedicado a la cría de caballos, fundado por César Antonio Leloir, hijo menor del pionero de la zona, Alejandro Leloir y Sáenz Valiente. César Antonio recibe de su padre 67 ha que va incrementando hasta 1915 mediante la compra de parcelas linderas a varios propietarios; exceptuando una parte sobre la actual calle De la Tradición, perteneciente a la familia Carabio, llegó a sumar alrededor de 330 ha.
El parque de la propiedad rodeaba el casco, aproximadamente entre de la Vidalita, De los Baqueanos, Martín Fierro y José Hernández.
Las caballerizas estaban ubicadas en la franja comprendida entre las actuales De la Carreta y De la Vidalita.
César Antonio Leloir (1877- 1939) se casó con Adela Unzué Baudrix y fue padre de Alejandro Antonio Mariano, Adela Tránsito, Mercedes Inés y Josefina Clara, entre quienes se repartió el Haras y al comenzar a vender las tierras dan origen a la disolución y el parcelamiento que conformó el barrio.
En cuanto al establecimiento en si y su prestigioso propietario, la Gaceta; revista biográfica Argentina, en su volumen de enero / febrero de 1918 expresa en el florido estilo de la época: ".A. Leloir.. ha venido desarrollando sus iniciativas y actividades de un modo asaz fecundo para la patria,... tendiendo al fomento de las actividades agropecuarias... Hacendado de vastos conocimientos ganaderos, ha contribuido eficazmente a la mestizaje y renombre de nuestra ganadería..."
"El Sr. Leloir posee actualmente tres valiosos establecimientos de campo... que abarcan la friolera de 200.000 ha (sic). Y sus plantaciones alcanzan a la suma de un millón y medio de árboles... "
"Actualmente está entregada al mejoramiento y selección de sus haciendas, con arreglo a los nuevos conocimientos que adquiriera en el Viejo Mundo... En su benéfica acción progresista, 'el Sr. Leloir ha formado en Morón un grandioso establecimiento dedicado a haras de carrera, que cuenta con un magnífico y dedicado parque de doscientas hectáreas y es un modelo en su género..."

## La sucesión
Según la investigación del Dr. Guillermo Villegas, que próximamente será publicada en un libro, "el Haras fue levantado en 1938 y sus instalaciones rematadas en 1942. En 1939 Antonio Leloir falleció en Córdoba y el campo fue dividido en siete fracciones entre [sic] su esposa y cuatro hijos"
"Los herederos llevaron adelante un proyecto para crear una Gran Ciudad - Parque del futuro. Hacen un diseño de calles sinuosas, forestan todo el campo, al estilo de los parques europeos. Según el Ing. José Ayerza Lynch, quien confeccionó los planos de la subdivisión, esa tarea habría estado bajo la dirección del Ing. Martín Jacobé"
La primera porción de tierras vendida fue la comprendida entre De la Tradición, Udaondo, De la Doma, Reyles, De los Reseros y Martín Fierro (106 ha), de acuerdo al trabajo mencionado más arriba, y que pertenecían a la viuda de C. A. Leloir, según se desprende de los planos.

## Residentes famosos
El cantante y compositor argentino Indio Solari tiene su estudio Luzbola en esta zona. También residen otros famosos como Moria Casán y Luis Molina.
También se ubicó en la zona en estudio de grabación Del Cielito donde se grabaron muchos de los más importantes discos de música nacional a partir de la década de 1980.